# 부산 인지사 석조보살좌상
부산 인지사 석조보살좌상(釜山 仁智寺 石造菩薩座像)은 부산광역시 해운대구, 인지사에 있는 조선시대의 불상이다. 2009년 12월 7일 부산광역시의 문화재자료 제50호 관음정사 석존상(觀音精舍 石尊像)로 지정되었다가, 2016년 7월 20일 현재의 명칭으로 변경하였다.

## 지정사유
관음정사 석존상은 관음정사를 초창한 노장스님이 오랫동안 모셔오던 것으로, 1995년 현 주지스님이 물려받아 지금에 이른 것이다. 대의 자락이나 두건 끝단 등 홈이 진 부분에는 호분과 함께 진흙같은 이물질이 남아 있으며, 불상 표면에 손때가 타 서 반질거려 세월이 흘렀음을 보여준다. 이를 제외하면 대체적인 상태는 양호한 편이다. 이미 오래 전에 개봉된 듯하다.
석존상은 곧은 자세로 결가부좌하였으며, 신체에 비해 머리가 큰 편이다. 상반신에 비해 무릎 너비가 좁고, 낮아 하반신이 빈약해 보인다. 배 앞의 수인은 선정인인 듯하나 손등을 밖으로 해 양손을 어색하게 겹쳐 놓아 조각기술의 한계를 느끼게 한다.
머리에 두건을 쓴 존상은 흔히 지장보살상으로 통칭되어 오지만 고려시대 말부터는 나한상도 머리에 두건을 쓴 예가 출현한다. 15세기에 접어들면 두건을 쓴 나한상이 적지 않은 수량으로 확인되기 때문에 관음사의 석존상은 나한상, 지장보살상이 모두 가능하다. 이에 구체적인 존상명은 부여하지 않고 석존상이라고 명명하는 것이 좋을 것 같다.
두건, 얼굴형상, 자세 등은 고려 말의 서을 보문사 석나한상과 유사하지만 보문사 나한상보다는 조각기법이 다소 떨어지는 편이다. 서울 삼성동 석굴암의 조선시대 나한상과도 양식상 유사성이 확인되어 관음사 석존상의 제작년대는 조선시대로 비정된다.
얼굴형상, 수인 등은 대략적인 형상만을 조각하였지만 두건에 연주문을 비교적 구체적이고 꼼꼼하게 표현한 것은 이 상을 정밀하게 조각하려는 의도로 보인다. 또한 조선시대 두건 조각갓의 재질이 대부분 목재인데 반해 관음정사 존상은 드물게 석재이기 때문에 문화재로서 가치가 있어, 관음정사 석존상을 문화재자료로 지정하여 보호하는 것이 좋을 것으로 판단된다.

## 명칭 변경
문화재의 소장처인 사찰의 명칭 변경에 따라 문화재의 명칭을 변경하고, 불상의 성격을 명확하게 하기 위해 '인지사 석조보살좌상'으로 지정 명칭을 변경하였다.

## 참고 자료
- 부산 인지사 석조보살좌상 - 국가유산청 국가유산포털